# Huis Reuss
Het Huis Reuss is een Duits graven- en later vorstengeslacht, dat regeerde over een aantal staatjes in Thüringen. Zie ook: stamboom van het Huis Reuss.

## Geschiedenis
In de 12e eeuw werden de Reussen keizerlijk slotvoogd in het Vogtland en werden ze langzamerhand zelfstandig. Hun gebied was aanvankelijk veel groter en omvatte ook de steden Weida, Plauen en Hof, terwijl het zich later beperkte tot de gebieden rond Gera, Greiz en Schleiz.
Van 1548 tot 1554 was de tak Reuss-Plauen in het bezit van het burggraafschap Meißen. Aan dit burggraafschap was een zetel in de Rijksdag verbonden.
In 1564 deelden de Reussen hun territorium op in Reuss-Obergreiz, Reuss-Untergreiz en Reuss-Gera, die aan de respectievelijke takken Reuss middelste linie, Reuss oudere linie en Reuss jongere linie toekwamen. Het gebied rond Schleiz, dat tot dat moment gezamenlijk werd bestuurd, werd in 1598 over de drie takken verdeeld. Zij verkregen respectievelijk Schleiz, Burgk en Saalburg. In 1616 stierf de middelste linie uit, hun gebied werd verdeeld onder de twee andere linies. De oudere linie verkreeg Obergreiz en de jongere linie Schleiz.
Een kenmerk van de familiegeschiedenis van de Reussen was de extreme versplintering van hun territorium. Elke zoon had bij de dood van zijn vader recht op een gelijk deel van de opbrengsten van het grondgebied van zijn vader. Soms leidde dit alleen tot een inkomstenverdeling en bleven de broers gezamenlijk regeren. Vaker kwam het tot feitelijke verdelingen van het grondgebied, soms pas na jarenlang geruzie. Gewapende conflicten kwamen daarentegen niet vaak voor, de staatjes en hun legers waren daarvoor te klein. Pas in 1690 werd in beide takken de primogenituur ingevoerd om zo een verdere versnippering tegen te gaan.
Het gebied van de oudere linie Reuss-Untergreiz (1564-1768, tussen 1583 en 1596 onderverdeeld in Untergreiz I en Untergreiz II) werd verdeeld in Reuss-Obergreiz (vanaf 1625), Reuss-Burgk (1596-1640 en 1668-1697), Reuss-Rothenthal (1668-1698) en Reuss-Dölau (1616-1643 en 1694-1698). In 1673 werden deze heerlijkheden tot graafschappen verheven. In 1768 werd het land verenigd tot het graafschap Reuss oudere linie. In 1778 werd graaf Hendrik XI (1722-1800) in de rijksvorstenstand verheven. Het vorstendom Reuss oudere linie bleef bestaan tot 1918. Deze tak is in 1927 uitgestorven met de dood van Hendrik XXIV (1878-1927; regeringsjaren 1902-1918).
Het gebied van de jongere linie Reuss-Gera (1564-1802), werd opgedeeld in Reuss-Schleiz (vanaf 1647), Reuss-Saalburg (1647-1666), Reuss-Lobenstein (1647-1824), Reuss-Hirschberg (1678-1711), Reuss-Ebersdorf (1678-1848). Verder de niet regerende takken Reuss-Selbitz (1718-1824, regeerde 1805-1824 in Lobenstein) en Reuss-Köstritz (vanaf 1693). Net als bij de oudere linie werden in 1673 ook deze heerlijkheden tot graafschappen verheven. In 1790 werd graaf Hendrik XXXV van Lobenstein (1782-1805) in de rijksvorstenstand verheven. In 1806 werd deze titel ook verleend aan graaf Hendrik XLII van Reuss-Schleiz (1752-1818), graaf Hendrik LI van Reuss-Ebersdorf (1779-1822) en graaf Hendrik LIV van Lobenstein uit de tak Reuss-Selbitz (1805-1824). Ook het hoofd van tak Reuss-Köstritz werd verheven tot rijksvorst, hoewel hij geen landsheerlijkheid bezat. Uiteindelijk werden in 1848 al deze gebieden verenigd tot het vorstendom Reuss jongere linie, dat tot 1918 bleef bestaan. De aanduiding jongere linie werd vanaf 1930 weggelaten aangezien de oudere linie in 1927 was uitgestorven. In 1945 stierf ook de voormalige jongere linie uit, toen Hendrik XLV, zoon van de laatste vorst Hendrik XXVII (1903-1918) in een Russisch krijgsgevangenenkamp omkwam. Daarentegen bestaat er voor de tak Reuss-Köstritz geen enkel gevaar tot uitsterven dankzij de vele op dit moment nog levende nakomelingen. Hoewel zij de (erfelijke) titel van vorst bezitten, kunnen zij geen aanspraak meer maken op de troon. Sinds de Duitse Hereniging probeert men langs juridische weg wel weer in bezit van bepaalde onroerende goederen te komen, die door de voormalige Oost-Duitse regering waren onteigend.
Na de Novemberrevolutie werden beide staten verenigd tot de Volksstaat Reuss met als hoofdstad Gera en in 1920 bij de deelstaat Thüringen gevoegd.

## Naamgeving
Een opvallend gebruik van de Reussen was dat vanaf 1139 alle jongens die in de familie werden geboren - ter ere van keizer Hendrik VI - de naam Hendrik (Heinrich) kregen. Tot ongeveer 1500 bestond het onderscheid slechts uit toevoegingen als 'de oudste', 'de oudere','de jongere', 'de jongste en 'de middelste'. Die toevoeging veranderde als de anciënniteit van de betreffende persoon binnen de familie veranderde. Nummering vond achteraf plaats door kroniekschrijvers en historici en kan dus per bron variëren. Pas met de vorming van de oudere linie Reuss en de jongere linie Reuss kwam hierin verandering.
De stamvader van de oudere linie noemde zich Hendrik I (1506-1572). Elke zoon nummerde zijn zoons Hendrik I, Hendrik II, Hendrik III enz. Dit werd onhandig en vanaf 1640 werd genummerd op volgorde van geboorte binnen de tak Reuss oudere linie, niet meer binnen een gezin. De consequentie hiervan was dat de zoons binnen een gezin niet opeenvolgend waren genummerd. De laatste van deze reeks was Hendrik XVI (geboren 1678). In 1693 begon een nieuwe reeks die werd voortgezet tot 1878 met de geboorte van Hendrik XXIV, de laatste mannelijke nakomeling van de oudere linie.
De stamvader van de jongere linie stierf (ook) in 1572, zijn zoon werd na zijn dood geboren, Hendrik Posthumus (1572-1635). Hij had tien zoons, genummerd I tot en met X. Zijn in 1639 geboren eerste kleinzoon kreeg het nummer I en ook hier begon men toen te nummeren op volgorde van geboorte binnen de Reuss jongere linie. In de jongere tak werd eens per eeuw opnieuw begonnen met tellen. De eerste reeks eindigde in 1699 met de geboorte van Hendrik XXIX. De tweede reeks eindigde met de geboorte van Hendrik LXXV in 1800, de derde reeks in 1897 met de geboorte van Hendrik XLVII. De vierde reeks begon in 1910. De traditie wordt tot op de dag van vandaag voortgezet door een deel van de tak Reuss-Köstritz. Zo begon een nieuwe (vijfde) reeks met de geboorte van Hendrik I in 2002, zoon van Hendrik XVIII (*1969) en een telg uit de jongste tak van Reuss-Köstritz. Aan de namen van de mannelijke nakomelingen van Hendrik XXVI (1857-1913) van de middelste tak Reuss-Köstritz wordt sinds 1887 in plaats van een rangnummer een tweede naam toegevoegd, zoals bij Hendrik Harry (1890-1951), Hendrik Enzio (1893-1973), Rigo Hendrik (*1935) en Hendrik Ruzzo (*1950). 
Het hoogste nummer dat ooit is bereikt is Hendrik LXXV (75) die net één jaar werd (* 3 december 1800, † 24 december 1801). Hij was een telg uit de familie Reuss tot Köstritz jongste tak, geboren en gestorven te Bedford bij Londen, zoon van Hendrik LV (1768-1846), een predikant van de Evangelische Broedergemeente.

## Stamboom Huis Reuss
Voor een overzicht van de heersers uit het Huis Reuss en hun familie-relaties zie: stamboom Huis Reuss

## Territoriale verdeling
| Periode   |            |           |  |      |
| --------- | ---------- | --------- |  | ---- |
| 1564-1583 | Untergreiz | Obergreiz |  | Gera |

| 1583-1590 | Untergreiz I | Untergreiz II | Obergreiz |  | Gera |

| 1590-1596 | Untergreiz I | Untergreiz II | Obergreiz | Schleiz | Gera |

| 1596-1616 | Untergreiz | Obergreiz | (Obergreiz)-Schleiz | Burgk | Gera |

| 1616-1625 | Greiz | Gera | Dö-lau | Burgk | Gera |

| 1625-1636 | Untergreiz | Obergreiz | Gera | Dö-lau | Burgk | Gera |

| 1636-1640 | Untergreiz | Obergreiz | Gera | Burgk | Gera |

| 1640-1647 | Untergreiz | Obergreiz | Gera | Unter-greiz | Ober-greiz | Gera |

| 1647-1666 | Untergreiz | Obergreiz | Schleiz | Unter-greiz | Ober-greiz | Saal-burg | Lobenstein | Gera |

| 1666-1668 | Untergreiz | Obergreiz | Schleiz | Unter-greiz | Ober-greiz | Gera | Lobenstein | Gera |

| 1668-1678 | Unter-greiz | Rothen-thal | Obergreiz | Schleiz | Burgk | Ober-greiz | Gera | Lobenstein | Gera |

| 1678-1694 | Unter-greiz | Rothen-thal | Obergreiz | Schleiz | Burgk | Ober-greiz | Gera | E' -dorf | H' -berg | Loben-stein | Gera |

| 1694-1697 | Unter-greiz | Rothen-thal | Obergreiz | Schleiz | Burgk | Dölau | Gera | E' -dorf | H' -berg | Loben-stein | Gera |

| 1697-1698 | Unter-greiz | Rothen-thal | Obergreiz | Schleiz | Unter-greiz | Dölau | Gera | E' -dorf | H' -berg | Loben-stein | Gera |

| 1698-1711 | Untergreiz | Obergreiz | Schleiz | Unter-greiz | Ober-greiz | Gera | E' -dorf | H' -berg | Loben-stein | Gera |

| 1711-1778 | Untergreiz | Obergreiz | Schleiz | Unter-greiz | Ober-greiz | Gera | Ebers-dorf | Loben-stein | Gera |

| 1778-1802 | Oudere Linie | Schleiz | Oudere Linie | Gera | Ebers-dorf | Loben-stein | Gera |

| 1802-1824 | Oudere Linie | Schleiz | Oudere Linie | Gera | Ebers-dorf | Loben-stein | Gera |

| 1824-1848 | Oudere Linie | Schleiz | Oudere Linie | Gera | Lobenstein-Ebersdorf | Gera |

| 1848-1918 | Oudere Linie | Jongere Linie | Oudere Linie | Jongere Linie |